# Pink Flamingos
Pink Flamingos is een Amerikaanse zwarte komediefilm, geregisseerd, geschreven en geproduceerd door John Waters. Waters nam tevens de montage, cinematografie en muziek voor zijn rekening. De hoofdrollen worden vertolkt door dragqueen Divine, David Lochary, en Mary Vivian Pearce, Mink Stole.
De film leidde bij de originele uitgave tot veel controverse en werd een van de beruchtste cultfilms ooit gemaakt, en is tegenwoordig Waters bekendste werk. In 1997 werd de film heruitgebracht vanwege het 25-jarig jubileum. De film staat als 29e op de lijst van 50 Films to See Before You Die.

## Verhaal
Divine woont onder het pseudoniem "Babs Johnson" samen met haar moeder Edie, zoon Crackers en voyeuristische reisgenoot Cotton in een woonwagen, gedecoreerd met de roze plastic flamingo’s uit de filmtitel. Wanneer Divine tot “smerigste persoon ooit” wordt verkozen door een krant, besluiten rivalen Connie en Raymond Marble haar en haar familie ten onder te laten gaan.
De Marbles runnen zelf een “adoptiekliniek”, waar ze in het geheim ontvoerde vrouwen laten bezwangeren om hun kinderen op de zwarte markt te verkopen aan lesbische koppels. Met de winst financieren ze een netwerk van drugsdealers. Raymond verdient verder een extra zakcentje door als exhibitionist vrouwen lastig te vallen en te beroven van hun tassen. De Marbles sturen een spion genaamd Cookie naar de woonwagen om Divine’s ware identiteit te achterhalen. Vervolgens sturen ze haar bij wijze van verjaardagscadeau een doos menselijke uitwerpselen en een kaart waarin ze haar titel van “smerigste persoon ooit” in twijfel trekken. Divine is razend dat iemand haar titel dreigt af te nemen en neemt zich voor de afzenders van de kaart te vermoorden. Tijdens het verjaardagsfeest die avond proberen de Marbles de politie op Divine en haar familie af te sturen, maar de agenten worden allemaal gedood en opgegeten door de feestgangers.
De rivaliteit tussen de Marbles en Divine’s familie gaat steeds verder. Divine ontdekt het adres van de Marbles, waarna ze hun huis besmeurt en de gevangen vrouwen vrijlaat. Als reactie branden de Marbles de woonwagen van Divine plat. Divine gijzelt de Marbles en belt de lokale media om verslag te doen van de executie van de twee. Vooraf houdt ze nog een volksgericht waarin ze de Marbles ter dood veroordeeld. Daarna schiet ze hen beiden neer en vertrekt met haar familie naar Boise, Idaho.

## Rolverdeling
| Acteur             | Personage             |
| ------------------ | --------------------- |
| John Waters        | Mr. J                 |
| Divine             | Divine / Babs Johnson |
| David Lochary      | Raymond Marble        |
| Mink Stole         | Connie Marble         |
| Edith Massey       | Edie                  |
| Danny Mills        | Crackers              |
| Mary Vivian Pearce | Cotton                |
| Cookie Mueller     | Cookie                |
| Channing Wilroy    | Channing              |
| Paul Swift         | The Egg Man           |
| Susan Walsh        | Suzie                 |
| Linda Olgierson    | Linda                 |
| Pat Moran          | Patty Hitler          |
| Steve Yeager       | Nat Curzan            |
| George Figgs       | Bongo player          |
| Elizabeth Coffey   | Chick with a dick     |
| Anoniem            | De zingende hufter    |

De acteur die de rol van de zingende hufter speelt op Divine’s feestje vroeg expliciet of zijn naam van de aftiteling verwijderd kon worden. Hij is tot op heden niet geïdentificeerd.

## Achtergrond

### Productie
Pink Flamingos werd geproduceerd met een budget van rond de 10.000 dollar. De opnames vonden vooral plaats in de weekenden in een voorstad van Baltimore.

### Soundtrack
De film gebruikt vooral B-kant nummers van bekende singles uit de jaren 50 en 60 als soundtrack. De soundtrack werd in 1997 op cd uitgebracht.
1. "The Swag" - Link Wray and His Ray Men
2. "Intoxica" - The Centurions
3. "Jim Dandy" - LaVern Baker
4. "I'm Not a Juvenile Delinquent" - Frankie Lymon and the Teenagers
5. "The Girl Can't Help It" - Little Richard
6. "Ooh! Look-a-There, Ain't She Pretty?" - Bill Haley & His Comets
7. "Chicken Grabber" - The Nighthawks
8. "Happy, Happy Birthday Baby" - The Tune Weavers
9. "Pink Champagne" - The Tyrones
10. "Surfin' Bird" - The Trashmen
11. "Riot in Cell Block #9" - The Robins
12. "(How Much is) That Doggie in the Window" - Patti Page

### Uitgave en ontvangst
Na voorvertoningen op enkele Amerikaanse universiteiten, waaronder Harvard College, werd de film uiteindelijk in de bioscopen uitgebracht door Saliva Films, en later New Line Cinema.
De film scoort momenteel 80% goede beoordelingen op Rotten Tomatoes, en heeft een cultstatus bereikt.
De film werd verboden in Australië, enkele Canadese provincies, en Noorwegen.

### Vervolg
Waters had reeds een script klaar liggen voor een potentieel vervolg getiteld Flamingos Forever. Deze speelt 15 jaar na de gebeurtenissen uit de eerste film. De film werd echter nooit gemaakt omdat Divine niet mee wilde werken en Edith Massey in 1984 stierf.